# Dates (Fernsehserie)
Dates ist eine britische Fernsehserie, welche die Geschichte einer Gruppe von Menschen darstellt, die mittels Online-Dating versuchen, die wahre Liebe zu finden. Sie spielt in der Metropole London. Entwickelt wurde die Serie vom Skins-Macher Bryan Elsley.
Jede Folge beinhaltet ein Treffen zwischen zwei Personen, dabei steht allein das Gespräch und Zusammentreffen im Vordergrund, ähnlich dem Konzept der BBC-Serie True Love.

## Handlung

### Episode 1: David und Mia
David möchte sich das erste Mal mittels Online-Datings mit einer Frau treffen. Er wartet in einem Restaurant auf sein Date, die auf den Namen Celeste hört. Nachdem sich diese allem Anschein verspätet hat und David davon ausgeht, dass er versetzt wurde, entpuppt sich eine an der Bar wartende Dame als sein Date. Auf den ersten Moment entgegnet sie, dass er nicht ihr Typ sei. David ist frustriert, doch sein Date spürt, dass David interessanter ist als vorher angenommen. Sie setzt sich zu ihm und beide essen zusammen. Im Laufe des Gesprächs verrät Celeste ihren wirklich Namen: Mia. Das Gespräch wird zunehmend persönlicher, wobei hauptsächlich David erzählt, und Mia immer angetrunkener. Als David sie fragt, was sie denn interessantes über sich erzählen könne, flüchtet sie sich ins Bad und anschließend aus dem Restaurant. David folgt ihr nach draußen, es kommt zu einem Kuss, welchen Mia als einen Fehler zurückweist. Sie steigt in ein Taxi und fährt einige Meter während David fluchend weglaufen möchte. In der letzten Einstellung sieht man wie das Taxi anhält und die Tür aufgeht. David steigt ein – der Ausgang bleibt ungewiss.

### Episode 2: Jenny und Nick
Jenny trifft sich mit einem Banker in einem noblen Restaurant in der City. Sie ist zu spät und beim Verlassen der U-Bahn-Station sieht man, dass sie kein Geld mehr auf ihrer Fahrkarte hat. Im Restaurant trifft sie auf Nick. Sie sind sich auf Anhieb sympathisch, sie erzählen sich von früheren Beziehungen und Nick, dass er seiner Frau oft fremd ging und die Beziehung deshalb in die Brüche ging. Jenny offenbart sich ihm mit einigen merkwürdigen Angewohnheiten, sie trommelt auf dem Tisch bis Nick sie beruhigen muss. Jenny geht auf die Toilette um sich frisch zu machen, die Dame neben ihr lässt ihre Handtasche auf dem Waschbecken stehen und geht noch einmal auf Toilette, während dessen klaut Jenny einen Lippenstift aus ihrer Tasche und verlässt den Raum, wo sie auf Nick trifft. Beide küssen sich. Sie essen zusammen und auch Nick verabschiedet sich kurz wegen eines Anrufes, laut ihm ein geschäftlicher. Als er nach einiger Zeit nicht wieder am Tisch erscheint, macht sich Jenny auf die Suche nach ihm. Sie findet ihn in einer Klokabine, er hat Sex, vermutlich erhält er passiven Oralverkehr von dem jungen Kellner. Jenny gibt sich nicht zu erkennen und lässt sich für den Rest des Essens nicht anmerken was sie gesehen hat. Nick bemerkt das sein Portemonnaie fehlt und rastet aus, verdächtigt den Kellner. Er will ihn angreifen doch Jenny hält ihn davon ab. Sie bezahlt und beide verabschieden sich. In der letzten Szene zückt Jenny dann Nicks Portemonnaie aus der Tasche und lässt es über den Fahrkartenscanner fahren, mit einem Lächeln steigt sie in die U-Bahn ein.

### Episode 3: Mia und Stephen
Mia trifft einen Mann in einem sehr noblen Restaurant. Stephen ist Chef-Chirurg und begrüßt wieder Mia mit dem Namen Celeste. Plötzlich entgegnet Mia, dass sich beide kennen, mit der Bemerkung, dass sie Sex hatten. Stephen ist verwirrt und verneint. Mia erzählt von ihrer Vergangenheit als Eskort, jedoch dass sie es nicht mehr macht. Stephen ist die Situation sichtlich unangenehm und er entschuldigt sich laufend bei ihr, denn er findet sein damaliges Verhalten ihr gegenüber als billig. Als Mia ausführt, wie der Sex zwischen den beiden war, fragt Stephen, ob es nicht vielleicht genauso heute enden würde. Mia lächelt und macht Andeutungen ihn zu verführen, doch nimmt diese dann zurück. In der nächsten Szene haben beide Sex in einer Gasse und gehen anschließend in den Pub. Er erzählt ihr, dass er mit seinem Job unzufrieden ist und er ihn aus familiärer Erwünschtheit gewählt hat. Stephen bekommt plötzlich einen Anruf vom Krankenhaus. Um Mia zu beweisen, dass es keine Ausrede ist, nimmt er sie mit. Die Ärzte vor Ort fühlen sich unwohl bei dem Anblick von Mias weitem Ausschnitt und lassen die Behauptung von Stephen, sie sei eine Ärztin, unkommentiert. Mia begleitet Stephen zu verschiedenen Patienten und sie führt eine Prozedur aus. Stephen verfolgt Mias Handlung mit Argwohn, ist dann jedoch sichtlich überrascht, dass Mia professionell verarztet hat. Während Stephen einen Anruf annimmt, bleibt Mia bei der Patientin, welche plötzlich aufhört zu atmen. Sie stirbt schließlich und Mia und Stephen setzen sich auf eine Bank vor das Krankenhaus, um sich zu verabschieden. Auf die Aussage Stephens er wüsste jetzt nicht, was er mit seinem Jobwunsch tun solle, antwortet Mia, er solle einfach sein Herz fragen.

### Episode 4: Erica und Kate
Erica trifft Kate in einem angesagten Londoner Nachtclub. Der Beginn des Gespräches ist sehr zögerlich und abtastend. Nach einem sanften Streicheln des Armes von Erica fragt Kate ob sie es sich nicht in der unteren Etage des Clubs gemütlicher machen sollen. Erica bejaht dies und beide begeben sich runter in die Lounge der Bar. Es kommt nach kleineren Streichelein zum Kuss. Kate befragt Erica nach ihrer Ernsthaftigkeit hinsichtlich ihrer Homosexualität und ob sie überhaupt schon mal mit einer Frau geschlafen habe. Daraufhin entgegnet Erica, sie habe auch mit Männern etwas gehabt, was Kate sichtlich aufstößt. Während das Date in einem Streit zu enden droht, merkt Kate jedoch, dass es zwischen beiden doch eine Verbindung gibt. Erica beschließt zu bleiben und die Unterhaltung wird vom Kellner unterbrochen, als er ihnen eine teure Flasche Wein bringt, die von zwei Männern bestellt wurde. Daraufhin begeben sich beide zu den Männern an den Tisch und lassen sich auf einen Tanz ein. Die nächste Szene spielt am nächsten Morgen im Bett von Kate. Erica bekommt ständig Anrufe von ihrem Bruder und erzählt Kate schließlich, dass sie nur mit Männern ausgeht um den Schein der Normalität bei ihrer Familie zu erwecken. Kate ist sauer und fordert Erica heraus zu ihren Gefühlen zu stehen. Daraufhin kommt es zum lautstarken Konflikt. Erica schreit lautstark, dass sie homosexuell sei und sich nicht länger verstecken will, jedoch wurde das Gespräch von ihrem Bruder mitgehört, nachdem Erica vergessen hatte aufzulegen. Die Episode endet damit, dass sich Erica das Telefon an das Ohr hält und man hört wie ihr Bruder laut schreit, dass sie nicht homosexuell sein könne. Der weitere Ausgang ist ungewiss.

### Episode 5: David und Ellie
David trifft sich mit Ellie in der Nähe eines Einkaufszentrums. Auf Anhieb bemerkt er ihr junges Aussehen und fragt nach ihrem Alter, sie entgegnet, sie sei in ihren 30ern. Beide begeben sich in einen jugendlichen Diner. David ist ein wenig irritiert als sich der Kellner neben ihn setzt und bestellt anschließend was ihm von Ellie empfohlen wurde. Plötzlich erscheint eine Freundin von Ellie und fragt, was sie so treibe, nachdem die Schule jetzt vorbei sei. David ist sauer und stellt Ellie zur Rede, worauf sie ihm beichtet, dass sie erst 19 Jahre alt ist. David ist schon dabei das Restaurant zu verlassen, als er von Kellnern angehalten wird, die ihm ein Geburtstagslied singen. Er hatte Ellie schon zu Beginn des Dates erzählt das heute sein Geburtstag sei. Er beschließt zu bleiben und beide unterhalten sich sehr persönlich. David erzählt ihr von Mia und wie sie ihn nicht mehr angerufen hatte. Als sich David daraufhin auf Klo begibt schreibt Ellie mit Davids Handy eine Nachricht an Mia: go fuck yourself. Mia ruft daraufhin an, doch David, der nicht von der Nachricht wusste, geht nicht ran. Ellie hält ihn für feige und verlässt das Restaurant. Es kommt zum kleinen Streit zwischen den beiden der jedoch damit endet das David mit Ellie vor der Tür von Mia aufkreuzt um ihr die geschriebene Nachricht abermals wörtlich zu überbringen. Mia sichtlich erregt durch Davids Auftritt bittet ihn herein und beide beginnen sofort sich zu küssen. Die Tür wird zugeschlagen und Ellie macht sich alleine auf den Weg zum nächsten Bus.

## Kritik
„'Dates' ist eine angenehme Abwechslung von sämtlichen Pärchen- und Datingkomödien, die immer wieder die uralte Dichotomie zwischen Männlein und Weiblein durchexerzieren.“

## Trivia
- Auf der offiziellen Seite befindet sich eine Unterseite mit den Internet-Pseudonymen der Charaktere und den jeweiligen Informationen, welche die Personen angeben, bevor sie sich in der Serie miteinander verabreden.[2]